# Plzeň-Skvrňany
Plzeň-Zadní Skvrňany – przystanek kolejowy w Pilźnie, w kraju pilzneńskim, w Czechach. Położona jest na wysokości 335 m n.p.m., na linii 180 Plzeň - Furth im Wald. Znajduje się w dzielnicy Skvrňany, tuż przy zakładach Škody.
Na przystanku nie ma możliwości zakupu biletów, a obsługa podróżnych odbywa się w pociągu. 

## Linie kolejowe
- 180 Plzeň - Domažlice - Furth im Wald